# Sorokîne, Luhansk
Sorokîne (în ucraineană Сорокине) este oraș regional în regiunea Luhansk, Ucraina. Deși subordonat direct regiunii, orașul este și reședința raionului Sorokîne. 

## Demografie
Componența lingvistică a orașului Sorokîne
     Rusă (90,75%)
     Ucraineană (8,46%)
     Alte limbi (0,32%)
Conform recensământului din 2001, majoritatea populației orașului Sorokîne era vorbitoare de rusă (90,75%), existând în minoritate și vorbitori de ucraineană (8,46%).